# Chop suey

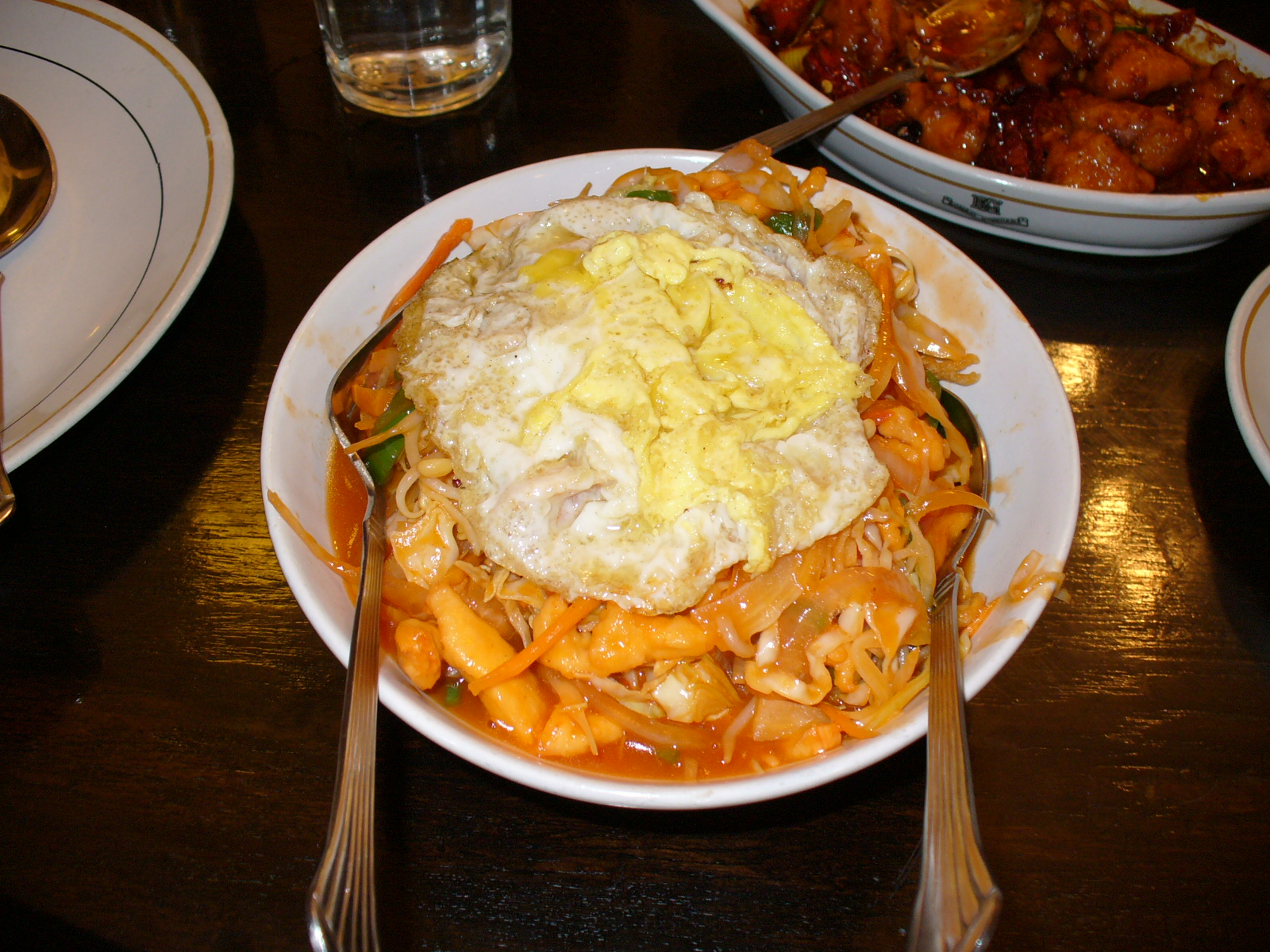
Chop suey.

Chop suey (kinesiska: 杂碎, pinyin: zásuì, "blandade bitar") är en kinesisk köttgryta uppfunnen i Nordamerika i slutet av 1800-talet. Chop suey har en välkänd, om inte speciellt glamorös, plats i nordamerikansk kinarestaurangskultur.

## Ingredienser
Det centrala i en chop suey är inte vilket typ av kött som används. Den kan baseras på fläsk, kyckling, fisk eller eventuellt räkor. Chop suey består ofta av fläskkött och/eller kyckling som hackats i strimlor och snabbstekts med grönsaker, bambuskott, böngroddar, vattenkastanjer och blekselleri. Detta anrättas sedan med stärkelseredd sås. Chop suey serveras vanligen med ris men kan också serveras med kinesiska nudlar.

## Ursprung
Det finns otaliga historier om hur rätten ska ha kommit till. Chop suey tros allmänt ha uppfunnits i Amerika av kines-amerikaner, men antropologen E.N. Anderson har dragit  slutsatsen att maträtten är baserad på "tsap seui" ("diverse rester"), vanligt i Taishan, ett län i provinsen Guangdong (Kanton). Detta blev maträtten chop suey i västvärlden, men den började livet som en enkel maträtt bland grönsaksbönderna i området. I slutet av dagen stekte de små skott och osålda grönsaker.
En annan historia berättar att chop suey skapades under premiärminister Li Hongzhangs besök i USA 1896. Hans kock försökte då skapa en måltid som passade både kinesiska och amerikanska smaklökar. Vid en intervju frågade reportrarna vad ministern hade ätit. Eftersom kockarna hade svårt att förklara sade de helt enkelt "blandning av bitar" (雜碎, eller chop suey).
Ytterligare en berättelse är att en kinesisk restaurangkock i San Francisco på 1860-talet tvingades att servera mat till berusade gruvarbetare utan att han hade någon färdig mat. För att undvika att bli misshandlad kastade kocken rester i en wok och serverade gruvarbetarna. De älskade det och frågade vilken maträtt det här var – han svarade "Chopped Sui".

## Chop suey i populärkulturen
På en av etikett till en grammofonskiva med Louis Armstrong och hans studiogrupp Hot Five lät Armstrong gravera in Cornet Shop Suey som en hyllning till den maträtt han var mycket förtjust i.